# Sielsowiet Borowlany
Sielsowiet Borowlany (biał. Бараўлянскі сельсавет, ros. Боровлянский сельсовет) – sielsowiet na Białorusi, w obwodzie mińskim, w rejonie mińskim.

## Miejscowości
- agromiasteczko
  - Liasny
- wsie
  - Borowa
  - Borowlany
  - Czerciaż
  - Drozdowa
  - Kopiszcze
  - Królewski Stan
  - Kurhany
  - Laskówka
  - Malinówka
  - Skuraty
  - Słabaszczyna
  - Walerjanowo
  - Wierzbickie
  - Zabłocie
  - Żukau Łuh
- osiedla:
  - Sonieczny
  - Wopytny